# Священный синод Православной церкви Украины
Свяще́нный сино́д Правосла́вной це́ркви Украи́ны (укр. Священний синод Православної церкви України) — орган управления Православной церкви Украины, состоящий из 13 иерархов. Возглавляет Синод митрополит Киевский и всея Украины Епифаний.
На время переходного периода в составе Синода три постоянных участника: почётный патриарх Православной церкви Украины, управляющий Киевской епархией в составе приходов и монастырей Киева Филарет (Денисенко) — из бывшей УПЦ КП, митрополит Львовский Макарий (Малетич) — из бывшей УАПЦ, и митрополит Винницкий и Барский Симеон (Шостацкий) — бывший митрополит УПЦ МП. Главным секретарём Священного синода является митрополит Винницкий и Барский Симеон (Шостацкий).
В феврале 2019 года непостоянными членами Синода были определены: митрополит Львовский и Сокальский Димитрий (Рудюк), митрополит Черкасский и Чигиринский Иоанн (Яременко), архиепископ Донецкий и Мариупольский Сергий (Горобцов), архиепископ Полтавский и Кременчугский Феодор (Бубнюк), архиепископ Ровенский и Острожский Иларион (Процик), архиепископ Черниговский и Нежинский Евстратий (Зоря), архиепископ Черновицкий и Хотинский Герман (Семанчук), архиепископ Вышгородский, викарий Киевской епархии с правами епархиального архиерея как наместник Михайловского Златоверхого монастыря Киева Агапит (Гуменюк), епископ Днепровский и Криворожский Симеон (Зинкевич).
По состоянию на 2020 год года при Священном синоде ПЦУ действуют следующие структуры:
- Секретариат Синода;
- Православная миссия помощи жертвам нарушения прав человека и лицам, лишённым свободы;
- Управление внешних церковных связей;
- Синодальное управление военного духовенства[укр.];
- Управление духовного образования и богословской науки;
- Управление социального служения и благотворительности;
- Синодальное управление по делам молодёжи;
- Синодальное управление по взаимодействию с молодёжно-патриотическими общественными объединениями;
- Институт церковной истории;
- Синодальное управление воскресных школ и катехизации;
- Управление по делам семьи;
- Синодальное издательско-просветительское управление;
- Синодальное управление по делам душепастырства в пенитенциарных учреждениях;
- Синодальное управления медицинского капелланства;
- Синодальная Комиссия по межхристианским отношениям;
- Синодальная Комиссия по вопросам монастырей и монашества;
- Синодальная Статутная комиссия;
- Синодальная Комиссия по вопросам канонизации святых;
- Синодальная Богословско-Литургическая комиссия;
- Синодальная календарная комиссия.